# دومينيك ويد
دومينيك ويد (بالإنجليزية: Dominic Wade)‏ مواليد 1990، هو ملاكم محترف أمريكي. يصنف ضمن وزن المتوسط. خاض 19 نزالا فاز في 18 منها.

## المسيرة الاحترافية
من نزالاته:
- خسر أمام غينادي جولوفكين بالضربة القاضية (23-04-2016).
- انتصر على سام سليمان (26-06-2015).

## روابط خارجية
- دومينيك ويد على موقع بوكس ريك (الإنجليزية) (registration required)